# Liste der Bischöfe von Messina
Die folgenden Personen waren Bischöfe bzw. Erzbischöfe des Bistums bzw. Erzbistums Messina (ab 1986 Erzbistum Messina-Lipari-Santa Lucia del Mela) auf Sizilien in Italien:

## Bischöfe von Messina
- Bacchilo I. (41)
- Barchirio (68)
- Eleuterius (121)
- Alexander I. (154)
- Raimond
- Capitone (313)
- Alexander II. (347)
- Evagrio (363)
- Bacchilo II. (381)
- Johannes I. (451)
- Giustiniano (483)

(Alle bis hierher aufgeführten Namen sind dokumentarisch nicht belegt)
- Eucarpus I. (501)
- Peregrino I. (514)
- Eucarpus II. (558)
- Felix I. (591–595)
- Donus (595–603)
- Guglielmo I. (603)
- Isidoro (610)
- Peregrinus II. (649)
- Benedikt (679–680)
- Gaudiosus (787)
- Gregor (869–870)
- Philipp (879–880)
- Ippolito (968)

- Robert I. (1081–1096 in Troina, 1096–1105 in Messina und Troina)
- Wilhelm II. (1120)

## Erzbischöfe und Metropoliten von Messina
Anmerkung: Der erste auch von Rom anerkannte Erzbischof war Nicolaus.
- Hugo (1130–1136)
- Heinrich (1137–38)
- Gerard (1142–1144)
- Arnald
- Robert III. (1151–1161)
- Nikolaus I. (1166–1179)
- Richard Palmer (1183–1195)
- Berardus (1196–1227)
- Lando (1232–1248)
- Johannes Colonna (1255–1263), dann Erzbischof von Nicosia
- Bartolomeo Pignatelli (1266–1270)
- Rainald von Lentini (1274–1287)
- Raimondo d’Aquino (1288)
- Francesco Fontana (1288–1296), konkurrierend zu Lentini; ab 1296 Erzbischof von Mailand
- Raniero II. Lentini (1288–1304)
- Guidotto de Abbiate (1304–1333)
- Pietro I.
- Federico de Guercis (1333–1342)
- Raimando de Pezzolis (1342–1348)
- Giodano Curti (1348)
- Pietro II. Porta (1349–1351)
- Anzalone Bonsignore (1351–1354)
- Guglielmo Monstrio (1355–1362)
- Dionisio da Murcia OESA (1363–1380)
- Paolo Zuccaro (1380–1387)
  - parallel zur Amtszeit Zuccaros wird auch Kardinal Niccolò Caracciolo Moschino OP als Apostolischer Administrator genannt
- Maffioli Lampugnano (1387–1392), dann Bischof von Krakau
- Filippo Crispo (1392–1402)
- Pietro Budano (1403–?)
- Tommaso Crisafi (1408–1426)
- Archida Ventimiglia (1426)
- Bartolomeo Gattiglia (Gattola) (1426–1446)
- Pietro III. (1446–1448)
- Kardinal Antonio Cerdano OSsT (Cerdà i Lloscos) (1448–1449), dann Bischof von Lleida, später Kardinalkämmerer
- Giacomo Porcio (1449)
- Kardinal Andrea Amodeo (1449–1450)
- Giacomo Tedesco (1450–1473)
- Lorenzo Crisafi (1473)
- Kardinal Giuliano della Rovere (1473–1474), Administrator, später Papst Julius II.
- Giacomo da Santa Lucia OFM (1474–1480), dann Bischof von Patti
- Pietro de Luna (1480–1492)
- Martino Ponz (1493–1500)
- Martino Garcia (1500–1502)
- Pietro Bellorado OSB (1502–1509)
- Kardinal Pietro Isvaglies (1510–1511), Administrator
- Bernardino da Bologna (1512–1513)
- Antonio la Legname (1514–1537)
- Kardinal Innocenzo Cibo (1538–1550), Apostolischer Administrator
- Kardinal Giovanni Andrea Mercurio (1550–1560)
- Kardinal Gaspar Cervantes de Gaete (1560–1564), dann Erzbischof von Salerno
- Antonio Cancellaro (1564–1568)
- Giovanni Retana (1569–1582)
- Antonio Lombardo (1585–1597)
- Francesco Velardo de la Cuencha (1599–1604)
- Bonaventura Secusio OFM Obs(1605–1609), dann Bischof von Catania
- Pietro Ruiz de Valdevexo (Valdivieso) (1609–1617), dann Bischof von Bistum Orense
- Andrea Mastrillo (1618–1624)
- Giandomenico Spinola (1624–1626), Administrator, später Kardinal
- Biagio Proto de Rossi (Rubeis) (1626–1646)
- Simone Carafa OTeat (1647–1676)
- Giuseppe Cicala (1678–1685)
- Francesco Alavarez (1686–1698)
- Giuseppe Migliaccio (1698–1729)
- Tomás Viadl y de Nin OCist (1730–1743)
- Tommaso Moncada OP (1743–1762), seit 1751 auch Patriarch von Jerusalem
- Gabriele Maria Di Blasi e Gambacorta OSB (1764–1767)
- Giovanni Maria Spinelli (1767–1770)
- Corrado Deodato Moncada (1770–1771)
- Scipione Ardoino Alcontres (1771–1778)
- Nicola Cifaglione (1778–1780)
- Francesco Paolo Perremuto (1790–1791)
- Gaetano Maria Garrasi OESA (1798–1817)
- Antonio Maria Trigona Grimaldi (1817–1819)
- Kardinal Francesco di Paola Villadecani (1823–1861)
- Luigi Natoli (1867–1875)
- Kardinal Giuseppe Guarino (1875–1897)
- Letterio D’Arrigo Ramondini (1898–1922)
- Angelo Paino (1923–1963) 1921–1923 Koadjutorerzbischof und Titularerzbischof von Antinoë
  - Guido Tonetti (1950–1957) Koadjutorerzbischof und Titularerzbischof von Chalcedon
- Francesco Fasola (1963–1977)
- Ignazio Cannavò (1977–1986, ab 1977 auch Bischof von Lipari und ab 1976 Prälat von Santa Lucia del Mela)

## Erzbischöfe und Metropoliten von Messina-Lipari-Santa Lucia del Mela
- Ignazio Cannavò (1986–1997)
- Giovanni Marra (1997–2006)
- Calogero La Piana SDB (2007–2015)
- Giovanni Accolla (seit 2016)